# Ruth Pfau
Pour les articles homonymes, voir Pfau.
Ruth Katherina Martha Pfau est une médecin et une religieuse catholique germano-pakistanaise née le 9 septembre 1929 à Leipzig et morte le 10 août 2017 à Karachi.
Elle se dévoue pendant 55 ans à combattre la lèpre au Pakistan, participant à la création de 150 léproseries dans ce pays, lesquelles ont traité plus de 55 000 personnes. Ce travail lui vaut le surnom de « Mère Teresa du Pakistan »,.

## Biographie
Ruth Pfau est une religieuse catholique membre des Filles du Cœur de Marie. Elle est également médecin.
Elle quitte l'Allemagne en 1961 pour se rendre au Pakistan.
Elle reçoit le prix Ramon-Magsaysay en 2002 pour son combat contre la lèpre au Pakistan. L'OMS annonce en 1996 que l'épidémie est sous contrôle au Pakistan, ce qui en fait un des premiers pays d'Asie à atteindre cet objectif.

## Distinctions
- Docteur honoris causa de l'université de Fribourg-en-Brisgau

Son travail a été souligné à plusieurs reprises. Elle a notamment reçu ces distinctions : Hilal-i-Pakistan (en), Hilal-i-Imtiaz (en), Nishan-i-Quaid-i-Azam et Sitara-i-Quaid-i-Azam.